# عالم المعرفة (تطبيق)
عالم المعرفة هي فكرة مشروع تجاري تعتمد على ويكيبيديا لتطوير برامج على الهواتف النقالة والويب تهدف إلى إيجاد طرق شيًقة وجديدة للتعلم، تقوم شركة ووك كرافت إنك بتطوير فكرة المشروع الذي يعتمد بصورة كبيرة - مثله مثل ويكيبيديا - على المستخدم في إضافة المحتوى من أسئلة الاختيار من متعدد إلى قاعدة بيانات الشركة بصورة مجانية وإتاحتها من خلال برامج على الهواتف الذكية أو الويب إلى المستخدمين النهائيين بصورة مجانية أيضا. كلمة ووك هي هجاء لنفس الكلمة بالإنجليزية «ووك» (بالإنجليزية: WOK)‏ وهي اختصار لجملة تحمل نفس المعنى «عالم المعرفة» (بالإنجليزية: (World of Knowledge))‏.
كل برامج المشروع تربط بين الأسئلة أوالصور التي تم إضافتها عن طريق المستخدمين ومقالات ويكيبيديا المختلفة.
تقوم ووك بتطوير برامج على المحمول وربطها جميعا في نظام متكامل للنقاط التي يحصل عليها المستخدم أثناء تعامله مع أي من برامجها.

## تاريخ الفكرة
مشروع ووك بدأ كفكرة عن مؤسسها، إيريك بولندر في 2009 والذي قام بتكوين فكرة مشروع اجتماعي لنظام متكامل للتعلم ونشر المعرفة. 

قام بتكوين فريق عمل في القاهرة لإطلاق المشروع والذي بدأ بموقع https://www.wokcraft.com وبرنامجين على أبل أب ستور تحت اسم ووك كويز (بالإنجليزية: WOKquiz)‏ , وبرنامج اخر باسم ووك باتل (بالإنجليزية: WOKbattle)‏ خلال 2012 - 2013. كل تلك المشاريع تم وقفها خلال 2014 للتطوير والتحديث وإيجاد أفكار جديدة ونتج عنها برنامج Quiz King, والذي أطلق باللغة العربية تحت اسم ملك المعرفة.

في 2015, قام فريق العمل في ووك بتطوير برنامج ووك ويكي(بالإنجليزية: WOKwiki)‏ والذي انطلق في عيد الميلاد الخامس عشر ل ويكيبيديا. في 2017, تم تغيير اسم البرنامج إلى ويكي ماستر (بالإنجليزية: WikiMaster)‏.
خلال عام 2017 تم الانتهاء من برنامج جديد باسم ويكي فليب(بالإنجليزية: WikiFlip)‏ كثالث برنامج تطلقه الشركة على الهواتف الذكية التي تعمل بنظاميأندرويد وأبل آي أو إس
كل برامج ووك تعتمد على قاعدة بيانات واحدة تحتوي على أسئلة اختيار من متعدد ذات أربع اختيارات، اختيار واحد سليم وثلاثة اختيارات خاطئة. وتم استخدام فكرة الوسوم للربط بين كل سؤال ومقالة مناسبة من ويكيبيديا.
في ويكي ماستر تم الاعتماد على واجهة برمجيات API توفر إمكانية عرض أي سؤال على ويكيبيديا دون الحاجة لفتح برامج ووك كرافت.
كل الكتب المدرسية تحتوي على أسئلة قياس لمستوى فهم المحتوى في نهاية كل فصل من الكتاب، اعتمدت فكرة ووك على نفس الفكرة بإضافة أسئلة على كل مقالة لقياس مدى إلمام المستخدم بمحتويات المقالة، ولهذا تم تكوين واجهات برمجية في ووك تسمح بعرض الأسئلة لعالم ويكيبيديا مجانا للإجابة عن أسئلة حول أي مقالة من ويكيبيديا.
كل الأسئلة في ووك يمكن تتبعها.

كل المستخدمين «الووكرز» (بالإنجليزية: WOKers)‏, وهي تعني مستخدمي برامج عالم المعرفة، يمكنهم تعديل الأسئلة التي بها أخطاء والمشاركة في تحسين جودة المحتوى الخاص بالمشروع في أي وقت.
خلال 2017 تعكف ووك على توسيع قاعدة بياناتها من أسئلة الاختيار من متعدد خاصة أنها متاحة بلغات مختلفة مثل الإنجليزية، العربية، بالسويدية، والفرنسية وتعكف على إضافة لغات جديدة مثل الهندية، البرتغالية، والأسبانية.

### برنامج ويكي ماستر WikiMaster

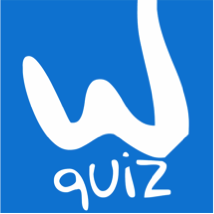

## إصدارات برامج الشركة

### برنامج ويكي ماستر(بالإنجليزية:WikiMaster)‏

#### فكرة عامة
ويكي ماستر برنامج أصدرته الشركة في 15 يناير 2016 في متجر أبل آب ستور ومتجر جوجل بلاي.
تم إطلاق البرنامج في مرحلته الأولى باسم ووك ويكي (بالإنجليزية: WOKwiki)‏, تم تغيير الاسم فيما بعد إلى الاسم الحالي، ويكي ماستر.
ويكي ماستر يتيح للمستخدم تصفح كل محتوى ويكيبيديا ب 11 لغة مختلفة من داخل البرنامج بنفس طريقة ويكيبيديا فيمكن للمستخدم البحث عن أي موضوع وقراءته.
تم إضافة الفكرة الرئيسية للبرنامج وهي ربط أسئلة اختيار من متعدد بكل مقالة من مقالات ويكيبيديا عن طريق إضافة عدد الأسئلة المرتبطة بتلك المقالة اسفل كل مقالة، ويتم ربط كل سؤال بالمقالة المتعلقة به عن طريق إتاحة إضافة وسم أو أكثر لأى سؤال تتم إضافته في ووك. يتم هذا الربط بطريقة يدوية عن طريق المستخدم لبرامج ووك.

### إضافة أسئلة وربطها بمقالات ويكيبيديا
كل مستخدمى البرنامج يمكنهم إضافة أسئلة في 5 خطوات باستخدام البرنامج. يمكن لأي مستخدم إضافة وسم أو أكثر إلى أي سؤال سواء وسم عام أو وسم تفصيلي. سؤال عن لاعب كرة قدم يمكن وسمه بالعديد من الوسوم مثل «رياضة - كرة قدم - النادي الذي يلعب فيه اللاعب - مركز اللاعب… إلخ». وبهذه الطريقة يحقق البرنامج الغرض منه وبالتالي سوف يظهر السؤال في كل المقالات التي لها نفس الوسوم المضافة إليه. كما يتيح البرنامج إضافة صورة لكل سؤال، كل الصور أيضا مصدرها من ويكيبيديا بحيث لا يمكن إضافة صورة غير موجودة في قاعدة بيانات ويكيبيديا.

### التحدي والمنافسة في ويكي ماستر
يتيح البرنامج إمكانية اللعب منفردا أو مع مستخدمين آخرين كتحدي. التحدي في ويكي ماستر لا يلزم وجود كلا اللاعبين في نفس الوقت. فكل لاعب يجيب عن أي اختبار يضاف له نقاط (ووك بيتس) تعتمد في حسابها على صحة الإجابة، وسرعة الإجابة. يمكن لأي لاعب منافسة أي لاعب اخر في أي اختبار كان قد أجاب عنه واللاعب الذي يحصل على نقاط ووك بيتس أكثر هو الذي يفوز في النهاية.
النقاط المكتسبة يتم احتسابها بطريقة عامة في كل برامج ووك.

### برنامج ويكي فليب

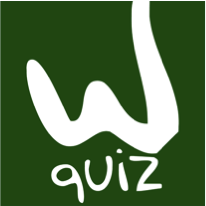

#### فكرة عامة
ويكي فليب تم طرحه في نهاية عام 2016 يهدف إلى الاستفادة من الصور الموجودة في كل مقالات ويكيبيديا وربطها بالأسئلة الموجودة في قاعدة بيانات ووك كرافت عن طريق برنامج ويكي ماستر.
حسب إحصائيات مارس 2017, فإن هناك أكثر من 80000 صورة في قاعدة بيانات الشركة مرتبطة بصورة من ويكيبيديا.
تظهر الصور في البرنامج ويمكن للمستخدم الضغط على أي صورة للإجابة على سؤال متعلق بالصورة كما يمكنه البحث عن أي موضوع والإجابة عن الأسئلة الموجودة خلف الصور المتعلقة بهذا الموضوع.

#### الهدف الرئيسي من البرنامج
يهدف البرنامج إلى مساعدة طلاب المدارس في دراستهم وقياس مدى قدرتهم على الإلمام بموضوع دراسي ما عن طريق ربط الفكرة بصورة والتي تساعد في زيادة القدرة على التحصيل والتذكر.
يتم تسجيل عدد الإجابات الصحيحة بصورة متتابعة.

### ملك المعرفة

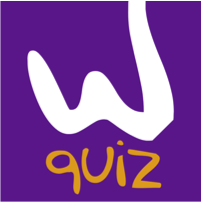

ملك المعرفة هو أول برنامج أطلقته الشركة ومازال متاح في متجرى جوجل بلاي وآبل آب ستور منذ 2014 البرنامج يعتمد في فكرته على منافسة بين مستخدمين في اختبار من 5 جولات تحتوي كل جولة على 5 أسئلة من كلها في فئة معينة حددها أحد اللاعبين. هناك 22 فئة مختلفة في قاعدة بيانات ووك. وتتأثر النقاط المكتسبة بعد كل سؤال بسرعة الإجابة عن السؤال وإن كان اللاعب قام بالمراهنة على هذا السؤال.

## وصلات خارجية
- WOKcraft Website
- WikiMaster Website
- WikiMaster on the App Store
- WikiMaster- Quiz to Wikipedia - Android Apps on Google Play
- WikiFlip Website
- WikiFlip on the App Store
- WikiFlip - quiz to Wiki pics - Android Apps on Google Play
- Quiz King Website
- Quiz King on the App Store
- Quiz King - Android Apps on Google Play